# Phaseolus grayanus
Phaseolus grayanus är en ärtväxtart som beskrevs av Elmer Ottis Wooton och Paul Carpenter Standley. Phaseolus grayanus ingår i släktet bönor, och familjen ärtväxter. Inga underarter finns listade i Catalogue of Life.